# Les Nus et les Morts (film)
Pour les articles homonymes, voir Les Nus et les Morts (homonymie).
Pour plus de détails, voir Fiche technique et Distribution.
Les Nus et les Morts (titre original : The Naked and the Dead) est un film américain réalisé par Raoul Walsh, produit par la RKO Pictures et sorti en 1958. Le film est une adaptation du roman homonyme de Norman Mailer.

## Synopsis
En 1943, sur une île du Pacifique, une division américaine débarque, avec à sa tête le général Cummings, dont l'ordonnance est le lieutenant Hearn. Les deux officiers s'opposent vite en raison d'une incompatibilité de vues. Hearn, à titre de réprimande, doit mener une section de reconnaissance, avec pour second le sergent Croft.

## Fiche technique
- Titre original : The Naked and the Dead
- Titre français : Les Nus et les Morts
- Réalisation : Raoul Walsh
- Scénario : Denis Sanders et Terry Sanders, d'après le roman Les Nus et les Morts de Norman Mailer
- Directeur artistique : Ted Haworth
- Décors : William L. Kuehl
- Costumes : Oscar Rodriguez
- Photographie : Joseph LaShelle
- Son : Robert B. Lee
- Musique : Bernard Herrmann
- Montage : Arthur P. Schmidt
- Production : Paul Gregory
- Pays d'origine :  États-Unis
- Société de production : RKO Pictures
- Société de distribution : États-Unis, Warner Bros. Pictures ; France, The Rank Organisation
- Format : Couleurs (Technicolor) - 35 mm - 2,35:1 - Mono, RKO Scope à l'époque.
- Genre : Film de guerre
- Durée : 125 minutes
- Dates de sortie : 
  - États-Unis : 6 août 1958
  - France : 28 janvier 1959 Le film sortit au moment de la liquidation de la R.K.O.

## Distribution
- Raymond Massey (VF : Jean Davy) : le général Cummings
- Cliff Robertson (VF : Roland Ménard) : le lieutenant Hearn
- Aldo Ray (VF : Jacques Dynam) : le sergent Croft
- Barbara Nichols : Mildred
- Lili St-Cyr : Lily
- William Campbell (VF : Roger Rudel) : Brown
- Richard Jaeckel : Gallagher
- James Best : Ridges
- Joey Bishop : Roth
- L.Q. Jones : Wilson
- Robert Gist (VF : Robert Dalban) : Red
- Casey Adams : le colonel Dalleson
- Jerry Paris : Goldstein
- John Berardino : Capitaine Mantelli
- Edward McNally : Colonel Conn
- Greg Roman (VF : Serge Lhorca): Minetta
- Grace Lee Whitney : la fille dans le rêve

## Critique
André Moreau écrivait dans Télérama en 1988 :
« Le film est né de la rencontre de Raoul Walsh et de Norman Mailer. De ce choc résulte un film de guerre passionnant, l'un des plus âpres et des plus authentiques que nous ait offert Hollywood. Beaucoup plus complexe qu'on pourrait le penser au premier abord, Les Nus et les Morts apparaît comme une véritable méditation sur l'armée et les hommes de guerre. La scène de l'alambic, avec sa truculence et sa jovialité, contraste avec la dureté des séquences de combat. Les comportements de Cummings, Hearn et Croft illustrent trois types de militaires, avec leurs contradictions, leurs folies et également leur dramatique utilité en cas de guerre. Lorsque Mailer publia Les Nus et les Morts, il avait 25 ans et venait de passer deux ans dans le Pacifique avec une unité d'Infanterie. Lorsqu'il tourna le film, Walsh était à la fin de sa carrière mais, à 64 ans, aussi jeune que le Mailer de 1948, lauréat du prix Pulitzer. »

## Coupes
À propos des coupes imposées sur le film, Raoul Walsh dira : "Les censeurs ont enlevé les nus et n'ont laissé que les morts."

### DVD
Il n’existe aucun DVD de ce film sous-titré en français.